# Nolasc del Molar
Nolasc Rebull, dit Nolasc del Molar (el Molar, Priorat, 1902 - Barcelone, 1983), fut le nom religieux du frère capucin catalan Daniel Rebull i Muntanyola. Il fut admis aux capucins en 1918 et il fut ordonné prêtre en 1926. Il publia plusieurs travaux sur sujets de patristique, d'histoire et de littérature, et aussi des précieux éditions de textes anciens. Il fut collaborateur de la Fundation Biblique Catalane et de la Fundation Bernat Metge. Il laissa sans publier plusieurs autres travaux et traductions. Les derniers ans il signait avec le nom de Nolasc Rebull.

## Œuvres
- Consueta del misteri de la gloriosa Santa Àgata (1953).(ca)
- Consueta de Sant Eudald (1954).(ca)
- Per les cançons d'un terrelloner (1956) (Recull de cançons populars editat amb pseudònim).(ca)
- Una poesia religiosa del segle XIII (1953-1957).(ca)
- Eiximenis (1960).(ca)
- Traducció i comentari de L'himne acatist a la Mare de Déu (1961).(ca)
- Perfil espiritual de Eiximenis Article dans Revista de Girona 22 (1963) (es)
- Procés d'un bruixot (1968).(ca)
- La Llegenda àuria de Jaume de Voràgine segons un manuscrit de Vic (1975).(ca)